# Pelophylax caralitanus
Pelophylax caralitanus es una especie de anuro de la familia Ranidae. Requiere confirmación de su estatus taxonómico como especie válida. Es endémica del suroeste de Turquía.
Es una especie acuática de zonas húmedas con abundante vegetación. Esto incluye estanques permanentes, ríos, arroyos, canales de irrigación, pantanos.
Su mayor amenaza es la pérdida de hábitat por desecación de sus zonas de cría. Es una especie con aprovechamiento comercial.

## Publicación original
- Arikan, 1988 : On a new form of Rana ridibunda (Anura, Ranidae) from Turkey. Istanbul Üniversitesi Fen Fakültesi Biyoloji Dergisi, vol. 53,  p. 81-87.